# 托马斯·卡夫季奇
托马兹·卡夫季奇（1953年11月28日—），斯洛文尼亚足球教练，现任青岛中能主教练。